# جاك ليستير (ملاكم)
جاك ليستير (بالإنجليزية: Jack Lester)‏ (2 مايو 1891 بكالوميت في الولايات المتحدة - 1916) هو ملاكم أمريكي، صنّف ضمن فئة وزن ثقيل.

## إحصائيات
خاض خلال مسيرته 54 نزالا، فاز في 26 وتعادل في 4 وخسر في 18. فاز بالضربة القاضية في 19 نزالا.